# 津河乳业
天津津河乳业有限公司（英语：Jinhe Dairy）是一家总部位于天津的中国主要乳和乳制品生产企业，中国农业产业化国家重点龙头企业，成立于2000年，隶属于天津食品集团全资子公司天津海河乳品有限公司。